# 瓜波雷马
瓜波雷马是巴西巴拉那州的一个市镇。总面积200.188平方公里，总人口2251人，人口密度11.2人/平方公里。